# Myrmeleon (Nehornius) perspicuus
Myrmeleon (Nehornius) perspicuus is een insect uit de familie van de mierenleeuwen (Myrmeleontidae), die tot de orde netvleugeligen (Neuroptera) behoort. 
Myrmeleon (Nehornius) perspicuus is voor het eerst wetenschappelijk beschreven door Gerstäcker in 1894.